# Terra nullius
Terra nullius is een term uit het Romeinse recht die niemandsland of leeg land betekent. Moderne toepassingen van de term stammen uit de 16e- en 17e-eeuwse Europese doctrines die daarmee land beschreven dat niet was geclaimd door een soevereine staat erkend door de Europese machten. Gedurende de achttiende eeuw gaf deze doctrine legaliteit aan het koloniseren van land bewoond door ‘onbeschaafde mensen’ die geen wettelijk systeem van eigendomsrecht kenden. De Zwitserse filosoof en theoreticus van internationaal recht Emmerich de Vattel bouwde voort op de filosofie van John Locke en anderen en stelde voor het concept terra nullius toe te passen op ongecultiveerd land. Omdat de inheemse bevolking van Azië, Oceanië, Amerika en Afrika in de visie van de filosofen het land niet in cultuur had gebracht, konden degenen die het land wél bewerkten aanspraak maken op het wettelijke eigendom.

## Terra Nullius in Australië

### Customary Law

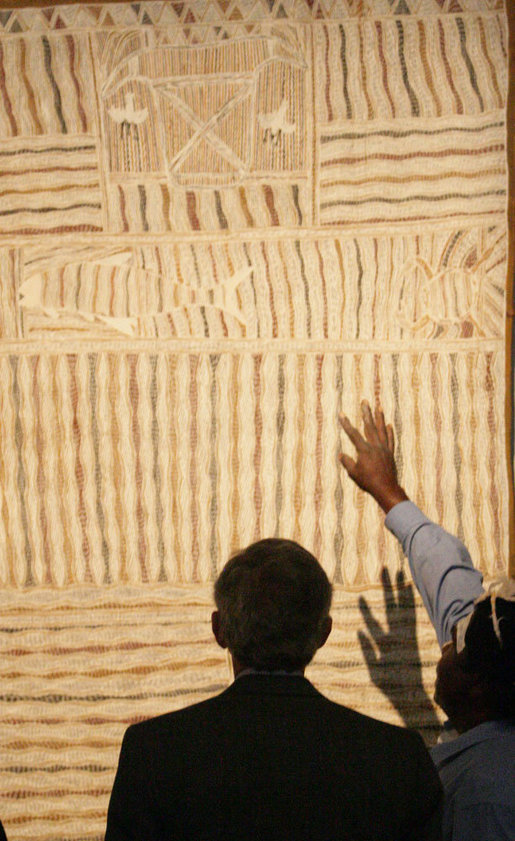
Een boombastschildering uit Yirrkala die de verbinding met het land tot uitdrukking brengt

Met Customary Law worden traditionele wetten en regels bedoeld die zijn voortgevloeid uit normen en waarden die de Aboriginals in de loop der eeuwen hebben geaccepteerd. In deze wetten en regels is bijvoorbeeld vastgelegd hoe Aboriginals en groepen met elkaar omgaan, welke straffen er worden toegepast bij overtredingen en waar de grenzen tussen Aboriginalterritoria verlopen. De Aboriginals beschikten voor de kolonisatie niet over een eigen schrift. De traditionele wetten en regels staan dus niet zwart op wit, maar zijn onder andere vastgelegd in mondelinge overleveringen, ceremonies, lichaams- en boombastschilderingen, liederen etc. Ook de grenzen tussen Aboriginalterritoria zijn dus niet gemarkeerd, maar komen tot uitdrukking in rituelen en culturele symbolen.
”However, this does not detract from the precision with which Aboriginal people define territorial boundaries or the consistent accuracy of definition that is maintained from generation to generation.”
Omdat kapitein James Cook en ook de eerste kolonisten geen gecultiveerd land aantroffen en de traditionele grenzen niet herkenden, gingen zij ervan uit dat het land aan niemand toebehoorde. De hele oostkust van Australië en later New South Wales werden daarom zonder toestemming van de Aboriginalvolkeren in bezit genomen. Dit ging niet zonder slag of stoot. De volkeren uit het gebied rond het huidige Sydney verzetten zich hevig tegen de inbezitneming van hun land en de uitbreiding van de strafkolonie. Van vreedzame kolonisatie was na de eerste voorzichtige contacten geen sprake meer. Dit geldt ook voor de kolonisatie van de rest van het continent.

### Zuid-Australië
In 1834 werd de eerste vrije kolonie opgericht op het grondgebied van de huidige deelstaat Zuid-Australië. In de oprichtingswet van de kolonie wordt het land ‘waste and unoccupied’ (woest en ledig) genoemd.
De oprichting van de kolonie was niet geheel volgens de wensen van het Britse Colonial Office (ministerie van Koloniën) verlopen. In 1836 stelde het ministerie daarom een zogenoemde Letters Patent op die door de koning werd ondertekend. In het document werd het gebied van de nieuwe kolonie precies vastgelegd:
“[…] Provided Always that nothing in those our Letters Patent contained shall affect or be construed to affect the rights of any Aboriginal Natives of the said Province to the actual occupation or enjoyment in their own Persons or in the Persons of their Descendants of any Lands therein now actually occupied or enjoyed by such Natives”
Het hoofd van het Colonial Office, Sir James Stephen, schreef in 1840 in een korte notitie bovendien:
“It is an important and unsuspected fact that these Tribes had Proprietary in the Soil – that is, in particular sections of it which were clearly defined and well understood before the occupation of their country.”
Hieruit blijkt dat toen al werd erkend dat de Aboriginals rechten met betrekking tot hun land hebben en dat werd erkend dat de Aboriginalvolkeren eigen territoria hadden met vastgelegde grenzen.

### Error Nullius
In historische geschriften over Australië uit de achttiende en negentiende eeuw komt het begrip terra nullius nergens voor. Het duikt pas voor het eerst op in de jaren zestig van de twintigste eeuw in samenhang met de eerste landrechtenkwesties. Sommige historici zijn daarom van mening dat het begrip werd geïntroduceerd ten behoeve van de landrechtenbeweging. De historicus Michael Connor spreekt van een ernstige dwaling die hij error nullius noemt. Hij ontkent dat terra nullius de basis voor de soevereiniteit van de Australische staat vormde en wordt daarin gesteund door andere historici uit het rechtse politieke spectrum. Hij noemt met name de historicus Henry Reynolds als drijvende kracht achter de introductie van terra nullius. Connor beargumenteert dat de overheid en de kolonisten de Aboriginals ‘simpelweg niet waarnamen’ en rechtvaardigt daarmee de onrechtmatige kolonisatie.

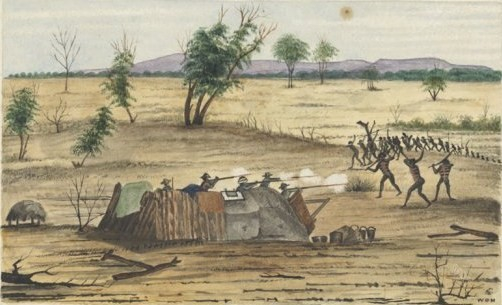
Oorlog aan het Australische pioniersfront

Reynolds bevestigt dat het begrip terra nullius pas in de 20e eeuw voor het eerst in Australië werd gebruikt. Maar volgens hem is het een bestaande term die precies de realiteit van die begindagen van de kolonisatie beschrijft. De kolonisten zagen vrij snel in dat Aboriginals een speciale band met het land hadden, maar negeerden dit. Dat werd uiteindelijk de gangbare manier van zaken.

### De Mabo-zaak
Tot 1992 vormde de aanname dat Australië bij de komst van de Europeanen een leeg continent was de basis voor de soevereiniteit van de Australische staat. Dat Aboriginals een vorm van eigendom kenden die voortvloeit uit traditionele wetten en gewoonten werd tot die tijd niet erkend. Tijdens de zaak Mabo v Queensland (No 2) verwierp de hoogste rechtbank van Australië het concept terra nullius en erkende zij dat de Aboriginals zogenoemde native-title-rechten hebben.